# Стрмац (Ужице)
Стрмац је насеље у Србији у општини Ужице у Златиборском округу. Према попису из 2022. било је 164 становника.

## Демографија
У насељу Стрмац живи 252 пунолетна становника, а просечна старост становништва износи 45,2 година (43,1 код мушкараца и 47,1 код жена). У насељу има 103 домаћинства, а просечан број чланова по домаћинству је 2,87.
Ово насеље је великим делом насељено Србима (према попису из 2002. године).
|  |

| Демографија | Демографија | Демографија |
| Година      | Становника  | Становника  |
| ----------- | ----------- | ----------- |
| 1948.       | 559         |             |
| 1953.       | 569         |             |
| 1961.       | 551         |             |
| 1971.       | 468         |             |
| 1981.       | 357         |             |
| 1991.       | 287         | 287         |
| 2002.       | 296         | 297         |

| Етнички састав према попису из 2002.‍ | Етнички састав према попису из 2002.‍ | Етнички састав према попису из 2002.‍ | Етнички састав према попису из 2002.‍ | Етнички састав према попису из 2002.‍ |
| ------------------------------------ | ------------------------------------ | ------------------------------------ | ------------------------------------ | ------------------------------------ |
|                                      |                                      |                                      |                                      |                                      |
| Срби                                 | Срби                                 |                                      | 295                                  | 99,66%                               |
| Хрвати                               | Хрвати                               |                                      | 1                                    | 0,33%                                |
| непознато                            | непознато                            |                                      | 0                                    | 0,0%                                 |

| Година пописа     | 1948. | 1953. | 1961. | 1971. | 1981. | 1991. | 2002. |
| ----------------- | ----- | ----- | ----- | ----- | ----- | ----- | ----- |
| Број домаћинстава | 93    | 95    | 115   | 114   | 105   | 102   | 103   |

| Број чланова      | 1  | 2  | 3  | 4  | 5  | 6 | 7 | 8 | 9 | 10 и више | Просек |
| ----------------- | -- | -- | -- | -- | -- | - | - | - | - | --------- | ------ |
| Број домаћинстава | 21 | 29 | 23 | 11 | 11 | 7 | 1 | 0 | 0 | 0         | 2,87   |

| Пол    | Укупно | Неожењен/Неудата | Ожењен/Удата | Удовац/Удовица | Разведен/Разведена | Непознато |
| ------ | ------ | ---------------- | ------------ | -------------- | ------------------ | --------- |
| Мушки  | 125    | 39               | 79           | 5              | 1                  | 1         |
| Женски | 137    | 18               | 79           | 38             | 2                  | 0         |
| УКУПНО | 262    | 57               | 158          | 43             | 3                  | 1         |

| Пол    | Укупно                    | Пољопривреда, лов и шумарство | Рибарство                            | Вађење руде и камена | Прерађивачка индустрија       |
| ------ | ------------------------- | ----------------------------- | ------------------------------------ | -------------------- | ----------------------------- |
| Мушки  | 51                        | 8                             | 0                                    | 0                    | 18                            |
| Женски | 18                        | 4                             | 0                                    | 0                    | 1                             |
| УКУПНО | 69                        | 12                            | 0                                    | 0                    | 19                            |
| Пол    | Производња и снабдевање   | Грађевинарство                | Трговина                             | Хотели и ресторани   | Саобраћај, складиштење и везе |
| Мушки  | 0                         | 4                             | 6                                    | 5                    | 8                             |
| Женски | 0                         | 0                             | 1                                    | 5                    | 0                             |
| УКУПНО | 0                         | 4                             | 7                                    | 10                   | 8                             |
| Пол    | Финансијско посредовање   | Некретнине                    | Државна управа и одбрана             | Образовање           | Здравствени и социјални рад   |
| Мушки  | 0                         | 0                             | 1                                    | 0                    | 0                             |
| Женски | 0                         | 0                             | 1                                    | 1                    | 3                             |
| УКУПНО | 0                         | 0                             | 2                                    | 1                    | 3                             |
| Пол    | Остале услужне активности | Приватна домаћинства          | Екстериторијалне организације и тела | Непознато            | Непознато                     |
| Мушки  | 1                         | 0                             | 0                                    | 0                    | 0                             |
| Женски | 1                         | 0                             | 0                                    | 1                    | 1                             |
| УКУПНО | 2                         | 0                             | 0                                    | 1                    | 1                             |